# Anyi (Volk)

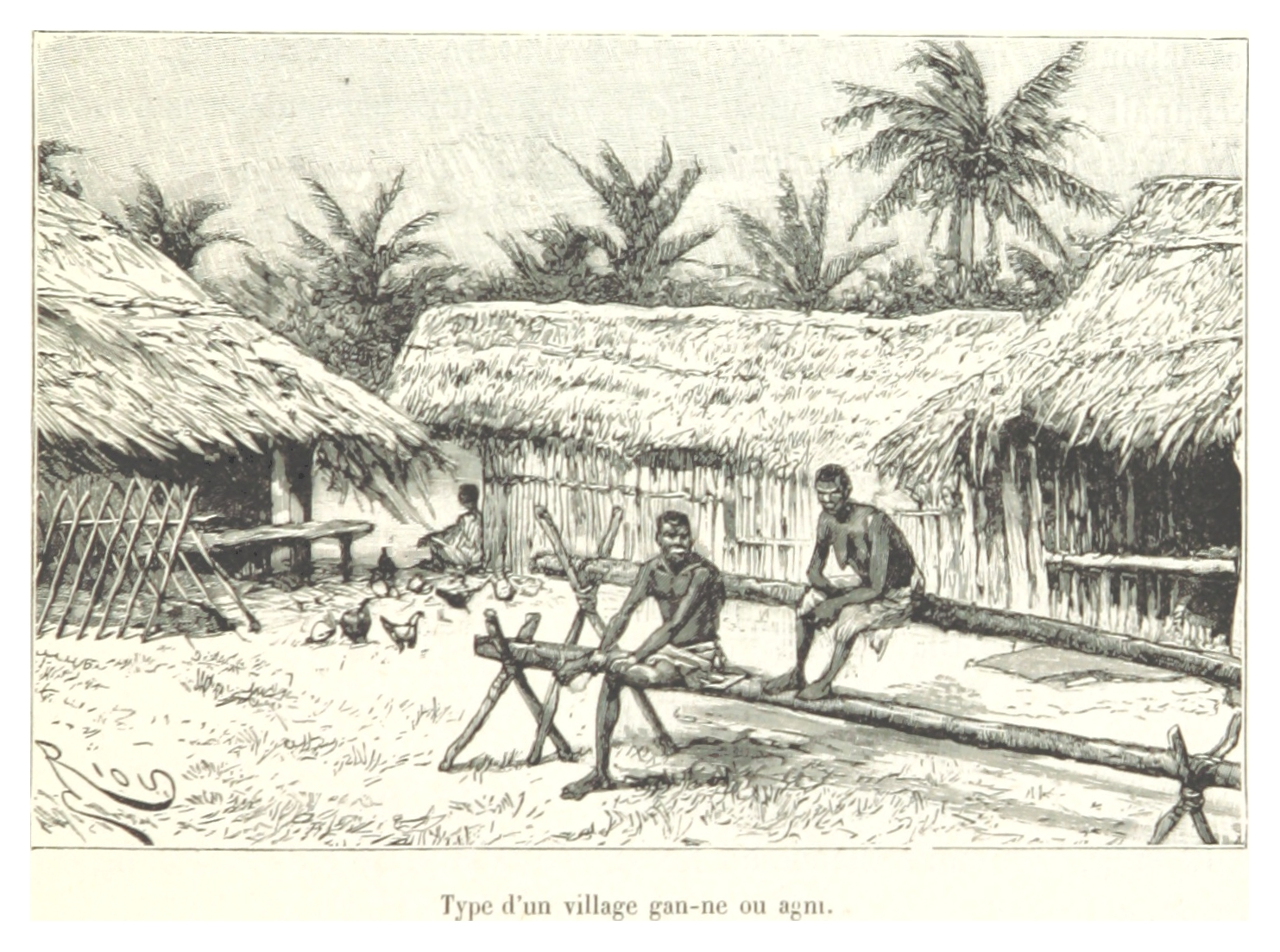
Anyi-Dorf, 1892

Die Anyi oder (in französischer Schreibung) Agni sind ein afrikanisches Volk, das im tropischen Regenwald an der Grenze zwischen der Elfenbeinküste und Ghana lebt. Die Sprache der Anyi ist das Anyin aus dem Volta-Kongo-Zweig der Niger-Kongo-Sprachen. Um die Mitte des 18. Jahrhunderts sind viele der Anyi von den Aschanti aus Ghana vertrieben worden und Richtung Westen gezogen. Sie bildeten das Volk des Königreiches Sanwi.
Ihre Gesamtzahl liegt bei ca. 860.000 bis knapp über 1 Mio. In der Elfenbeinküste schätzt man die Bevölkerungszahl auf ca. 610.000. Für Ghana liegen die Zahlen bei 266.000 Anyi angegeben.
Die Anyi, welche in Streusiedlungen leben, sind Wanderfeldbauern, die sowohl Nahrungspflanzen wie Yams, Maniok und Kochbananen, als auch Marktfrüchte wie Kaffee und Kakao anbauen, mit denen sie den Großteil ihres Einkommens erwirtschaften.
Traditionell waren die Anyi in kleinen Staaten mit einer sozialen Hierarchie aus vier Schichten organisiert: der Königsfamilie, den Dorfvorstehern, Freien sowie Sklaven und ihre Nachkommen. Heute wird der Dorfhäuptling von prominenten Dorfbewohnern und einer speziellen Familie gewählt, die den sogenannten „Erbzeremoniestuhl“ besitzt.

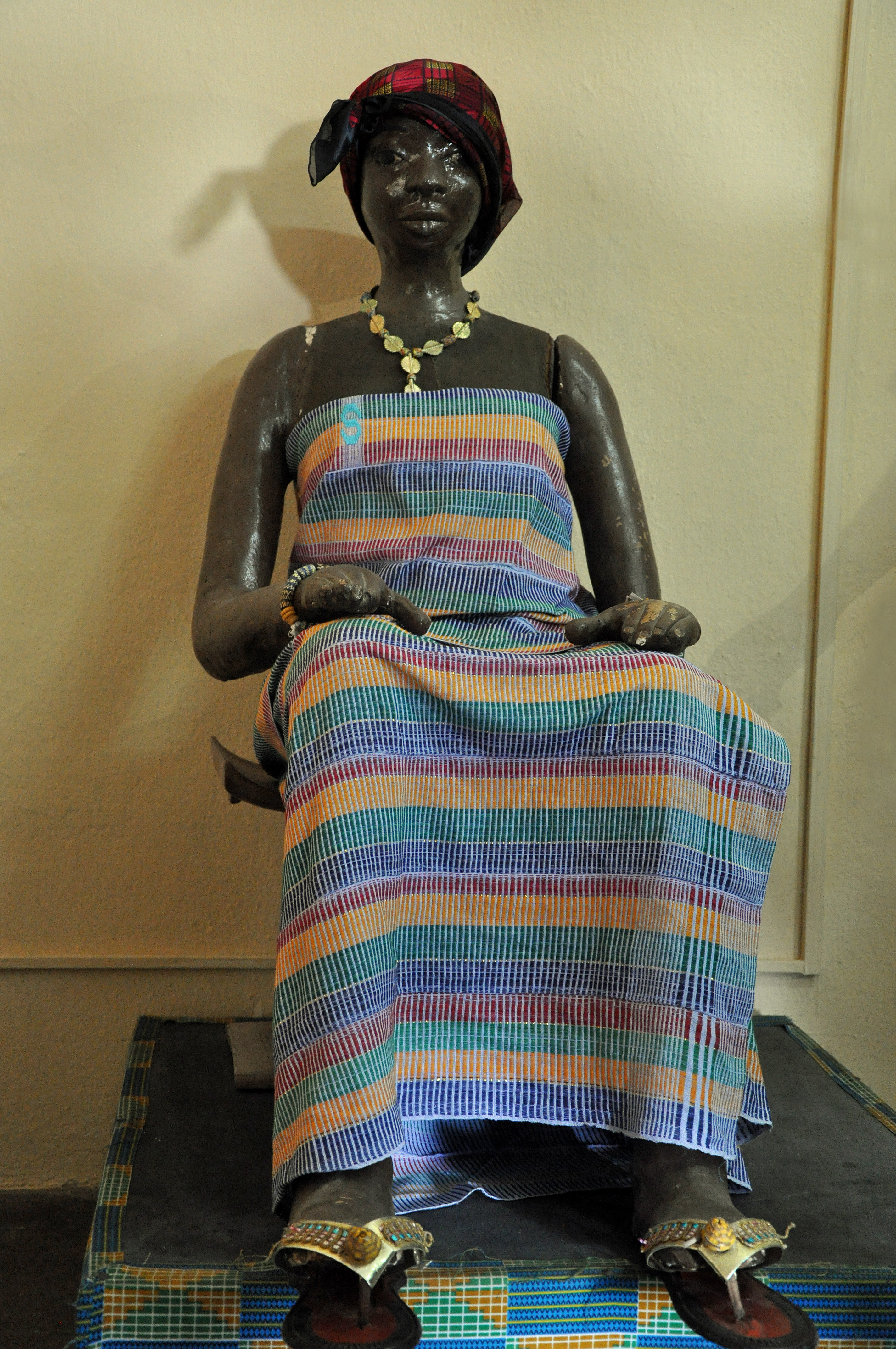
Tracht der Königsmutter (Kostümmuseum in Grand-Bassam)

Die traditionellen Systeme der Erbfolge basieren auf matrilinearer Abstammung, allerdings wohnt das verheiratete Ehepaar in der Nähe von der Familie des Ehemanns. Dieses System sorgt für erhebliche Spannungen, die noch zusätzlich durch die Anpflanzung von Marktfrüchten verstärkt werden, da, obwohl ein junger Mann normalerweise mit seinem Vater zusammenarbeitet, dieser im Allgemeinen nicht die Plantage erbt, auf der er arbeitet. 1966 führten die Schweizer Ärzte und Psychoanalytiker Paul Parin, Fritz Morgenthaler und Goldy Parin-Matthèy eine mehrmonatige Untersuchung unter den Anyi durch, um herauszufinden, ob die unter „Weißen“ gültigen psychoanalytischen Begriffe auch unter afrikanischen Stämmen relevant seien. Die Ergebnisse sind in dem Buch „Fürchte deinen Nächsten wie dich selbst“ zusammengefasst. Sechs Jahre zuvor hatten sie mit dem gleichen Ziel auch die Ethnien der Dogon untersucht und einen Forschungsbericht veröffentlicht.
Obwohl die Anyi viel von der materiellen Kultur Europas übernommen haben, bleiben die traditionellen Elemente ihrer Sozialstruktur eine wirksame Basis für die alltägliche politische Organisation.
Das Gebiet der Anyi grenzt an die Gebiete der Nzema im Süden und an das Gebiet der Brong im Norden. Die Anyi sind überwiegend Christen oder Anhänger traditioneller Religionen.

## Belege
1. 1 2 3 4 5  Anyi. In: Encyclopædia Britannica, zuletzt abgerufen am 6. Januar 2017.
2. 1 2  Ethnologue.com
3. ↑  Paul Parin, Fritz Morgenthaler, Goldy Parin-Matthèy: Fürchte deinen Nächsten wie dich selbst – Psychoanalyse und Gesellschaft am Modell der Agni in Westafrika. Psychosozial Verlag, Gießen 2006, ISBN 978-3-89806-462-0, S. 13 (Neuauflage der Ausgabe von 1971 bei Suhrkamp).
4. ↑   Paul Parin, Fritz Morgenthaler, Goldy Parin-Matthèy: Die Weissen denken zu viel – psychoanalytische Untersuchungen bei den Dogon in Westafrika. Mit einem Nachwort von Mario Erdheim. 6. Auflage. CEP Europäische Verlagsanstalt, Hamburg 2012, ISBN 978-3-86393-021-9, S. 24.